# Ivan Burtchin
Ivan Burtchin, né le 9 décembre 1952, est un céiste bulgare.

## Carrière
Ivan Burtchin participe aux Jeux olympiques de 1972 à Munich et remporte la médaille de bronze en C-2 1000m avec Fedia Damianov.